# Hugo Kaun

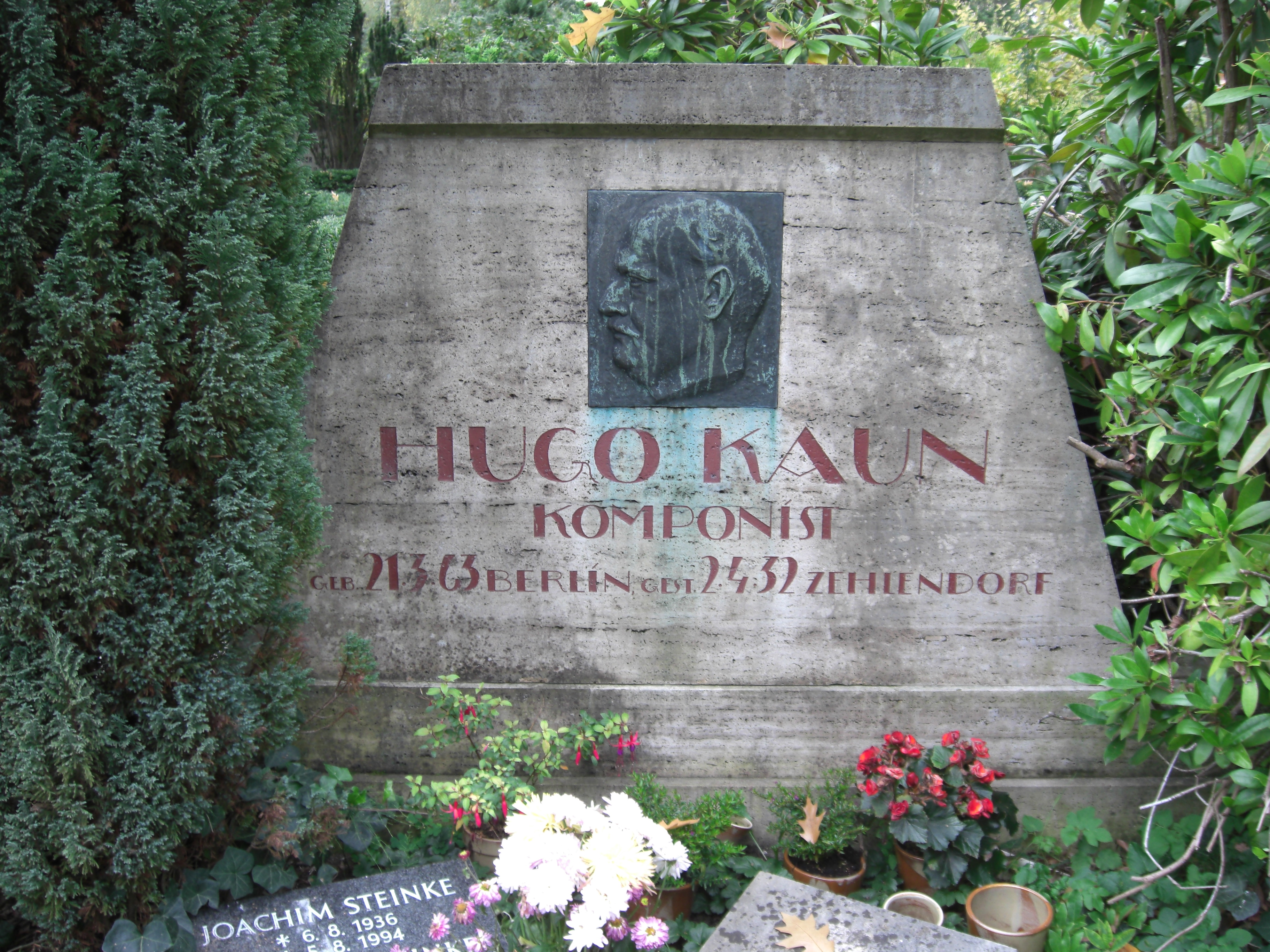
Tomba d'Hugo Kaun en el cementiri Zehlendorf de Berlín.

Hugo Kaun (Berlín, 21 de març de 1863 - 2 d'abril de 1932) fou un compositor alemany.
Feu els estudis en la Reial Acadèmia de Música de Berlín, i de 1887 a 1900 residí a Milwaukee (Wisconsin) dedicat a l'ensenyança i la composició. Es donà a conèixer per una sèrie d'importants obres de tots els generes, entre les quals cl citar:
- 1 Quintet,
- 3 Quartets, per a instruments d'arc,
- 1 Quintet, per a piano i corda,
- 1 Trio, per a piano i arc,
- 1 Octet, per a instruments de vent,
- Una Simfonia en re major',
- 1 Concert, per a piano,
- Am Rhein, poema simfònic,
- Marie-Magdalene, proleg simfònic,
- L'òpera Der Pietist,
- Normannen-Abschied,, per a cor d'homes, baríton i orquestra,
- Salm 126, per a veus mixtes, orquestra i orgue,
- Mutter Erde, per a solo, cors i orquestra,

Peces per a piano, i lieders.